# TAI Hürkuş

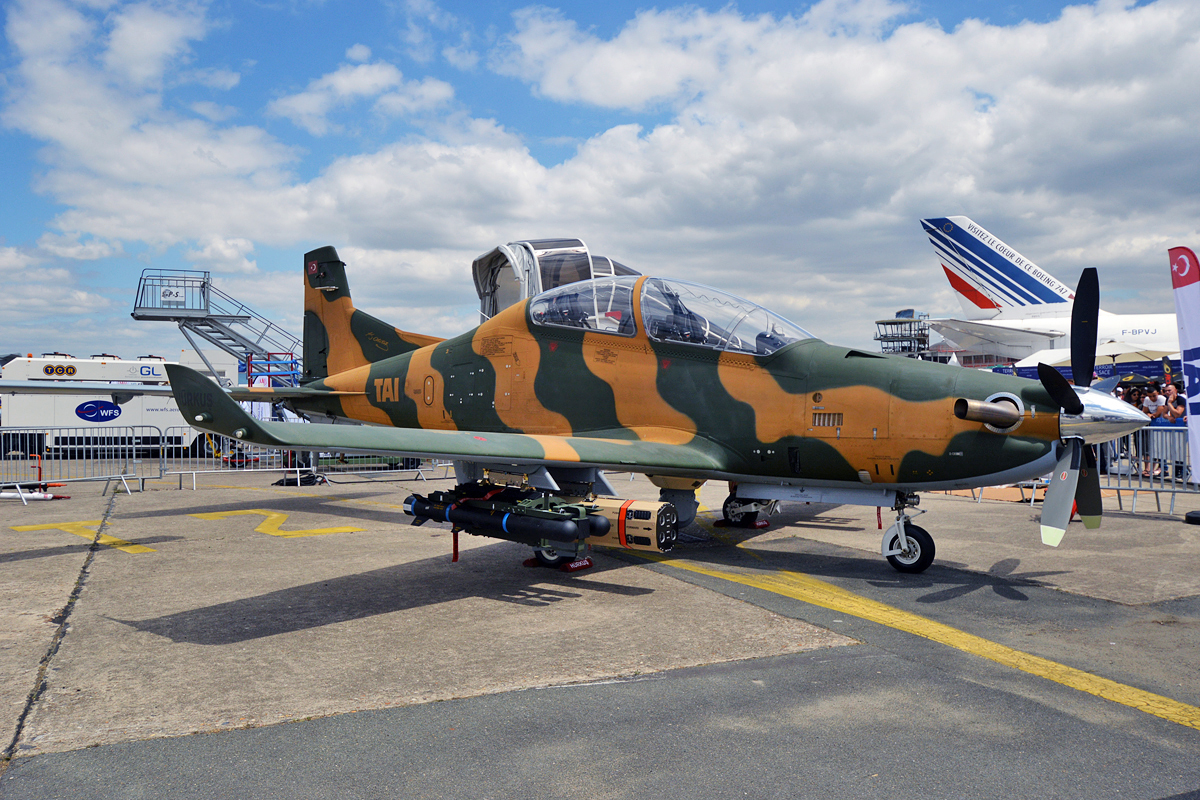
Die Hürkuş an der Pariser Luftfahrtschau 2017

Die TAI Hürkuş („freier Vogel“) ist ein Schul- und Erdkampfflugzeug des türkischen Herstellers TUSAŞ Aerospace Industries (TAI). Es handelt sich um eine Eigenentwicklung auf Basis des südkoreanischen KAI KT-1.

## Geschichte
Das Flugzeug ist nach Vecihi Hürkuş, einem türkischen Luftfahrtpionier und erstem türkischen Flugzeughersteller, benannt. Das einmotorige Turbopropflugzeug wird seit 2006 als Schul- und Erdkampfflugzeug für die türkischen Luftstreitkräfte und das Heer entwickelt.

## Konstruktion
Die Hürkuş ist ein einmotoriger Tiefdecker, welcher von einem Pratt & Whitney Canada PT6A-68T Turboproptriebwerk mit 1200 kW angetrieben wird. Die Piloten sitzen in Tandemkonfiguration hintereinander. Die Maschine besitzt ein einziehbares Fahrwerk und kann an vier Aufhängepunkten unter den Tragflächen Zusatztanks oder verschiedene Waffen mitführen. Das Flugzeug ist mit zwei Martin-Baker Mk T-16 N 0/0 Schleudersitzen ausgerüstet und für Tag- und Nachteinsätze ausgelegt.

## Versionen
- Hürkuş-A – Die Basisversion ist für den zivilen Markt zertifiziert.

- Hürkuş-B – Die erweiterte Version ist mit militärischer Avionik (inklusive HUD, MFDs und Missionscomputer)[3] ausgestattet. Das Cockpitdesign ist dem der F-16 bzw. F-35 ähnlich ausgelegt, um die Umschulung zu erleichtern.

- Hürkuş-C – Eine bewaffnete Version als Luftunterstützungsflugzeug für Bodentruppen. In dieser Funktion kann das Flugzeug an vier Aufhängepunkten unter den Tragflächen eine Waffenzuladung von bis zu 1500 kg aufnehmen und soll auch Forward Looking Infrared (FLIR) erhalten. Die Hürkuş soll in der Lage sein, auch von unvorbereiteten Pisten aus zu operieren, sodass die türkische Armee daran Interesse zeigt, um ihre Kampfhubschrauber zu unterstützen.

- Zusätzlich plant TAI eine Version für die türkische Küstenwache, welche für Seeaufklärung bzw. Seeüberwachung ausgerüstet sein soll.

## Technische Daten
| Kenngröße             | Daten                                                               |
| --------------------- | ------------------------------------------------------------------- |
| Besatzung             | 2                                                                   |
| Länge                 | 11,17 m                                                             |
| Spannweite            | 9,96 m                                                              |
| Höhe                  | 3,70 m                                                              |
| Flügelfläche          | ? m²                                                                |
| Leermasse             | ? kg                                                                |
| max. Startmasse       | ? kg                                                                |
| Reisegeschwindigkeit  | 463 km/h                                                            |
| Höchstgeschwindigkeit | 574 km/h                                                            |
| Dienstgipfelhöhe      | 10.577 m                                                            |
| Reichweite            | 1478 km                                                             |
| Triebwerke            | 1 × Pratt & Whitney Canada PT6A-68T Turboproptriebwerk mit 1.200 kW |
| Bewaffnung            | 4 Unterflügelstationen für MG-Behälter, Bomben oder Raketen         |